# Konrad Wrzesiński
Konrad Wrzesiński (Pułtusk, 10 settembre 1993) è un calciatore polacco, centrocampista del Mazovia Mińsk Mazowiecki.

## Carriera
Il 22 gennaio 2019, Wrzesiński firma un contratto con il Qairat, formazione kazaka militante nella massima serie locale. Con il Qairat vince il campionato nel 2020.
Il 16 marzo 2021, ritorna in patria, firmando un contratto con lo Jagiellonia valido fino al giugno 2023, società militante in Ekstraklasa.

## Statistiche

### Presenze e reti nei club
Statistiche aggiornate al 24 maggio 2021.
| Stagione                  | Squadra                   | Campionato                | Campionato | Campionato | Coppe nazionali | Coppe nazionali | Coppe nazionali | Coppe continentali | Coppe continentali | Coppe continentali | Altre coppe | Altre coppe | Altre coppe | Totale | Totale |
| Stagione                  | Squadra                   | Comp                      | Pres       | Reti       | Comp            | Pres            | Reti            | Comp               | Pres               | Reti               | Comp        | Pres        | Reti        | Pres   | Reti   |
| ------------------------- | ------------------------- | ------------------------- | ---------- | ---------- | --------------- | --------------- | --------------- | ------------------ | ------------------ | ------------------ | ----------- | ----------- | ----------- | ------ | ------ |
| 2012-2013                 | Polonia Varsavia          | EK                        | 3          | 0          | CP              | 0               | 0               | -                  | -                  | -                  | -           | -           | -           | 3      | 0      |
| 2013-2014                 | Motor Lublino             | IIL                       | 27         | 5          | CP              | 0               | 0               | -                  | -                  | -                  | -           | -           | -           | 27     | 5      |
| 2014-2015                 | Widzew Łódź               | IL                        | 31         | 2          | CP              | 0               | 0               | -                  | -                  | -                  | -           | -           | -           | 31     | 2      |
| 2015-2016                 | Pogoń Siedlce             | IL                        | 32         | 2          | CP              | 1               | 0               | -                  | -                  | -                  | -           | -           | -           | 33     | 2      |
| 2016-2017                 | Pogoń Siedlce             | IL                        | 27         | 6          | CP              | 1               | 0               | -                  | -                  | -                  | -           | -           | -           | 28     | 6      |
| Totale Pogoń Siedlce      | Totale Pogoń Siedlce      | Totale Pogoń Siedlce      | 59         | 8          |                 | 2               | 0               |                    | -                  | -                  |             | -           | -           | 61     | 8      |
| 2017-2018                 | Zagłębie Sosnowiec        | IL                        | 33         | 0          | CP              | 2               | 0               | -                  | -                  | -                  | -           | -           | -           | 35     | 0      |
| lug.-dic. 2018            | Zagłębie Sosnowiec        | EK                        | 20         | 3          | CP              | 0               | 0               | -                  | -                  | -                  | -           | -           | -           | 20     | 3      |
| Totale Zagłębie Sosnowiec | Totale Zagłębie Sosnowiec | Totale Zagłębie Sosnowiec | 53         | 3          |                 | 2               | 0               |                    | -                  | -                  |             | -           | -           | 55     | 3      |
| 2019                      | Qairat                    | PL                        | 25         | 3          | CK              | 0               | 0               | UEL                | 4                  | 0                  | SK          | 1           | 0           | 30     | 3      |
| 2020                      | Qairat                    | PL                        | 11         | 3          | -               | -               | -               | UEL                | 2                  | 0                  | -           | -           | -           | 13     | 3      |
| Totale Qairat             | Totale Qairat             | Totale Qairat             | 36         | 6          |                 | -               | -               |                    | 6                  | 0                  |             | 1           | 0           | 43     | 6      |
| mar.-mag. 2021            | Jagiellonia               | EK                        | 7          | 0          | CP              | 0               | 0               | -                  | -                  | -                  | -           | -           | -           | 7      | 0      |
| Totale carriera           | Totale carriera           | Totale carriera           | 216        | 24         |                 | 4               | 0               |                    | 6                  | 0                  |             | 1           | 0           | 227    | 24     |

## Palmarès

### Club

#### Competizioni nazionali
- Campionato kazako: 1

Qairat: 2020